# أزهار حمودي
أزهار حمودي ممثلة عراقية، عملت في تقديم برامج ريفية في إذاعة بغداد وإذاعة القوات المسلحة منذ الستينات، ومن أعمالها مسلسل«الهاجس، بيت البنات،الذئب وعيون المدينة»، ومن أفلامها فلم «ذا هاوس»، وهي زوجة الممثل العراقي طالب الفراتي. ذكرت أزهار حمودي أنه بسبب ما تعتقده تقصيراً حكومياً، اضطرت في سنة 2005 إلى فتح محل توكيل توزيع الحصة التموينية سعياً لتحصيل قوت بيتها وأدوية لزوجها قبل أن يُتوفّى، وقالت «شكرا للجهات المعنية التي تتجاهل دور وأهمية الفنان العراقي فعلى مدى تاريخ الفنان العراقي نجده بمستوى معيشي بسيط ومعظمهم يعيشون في بيوت للإيجار والفنان المسن لا يجد تأمين صحي يكون سنده عند المرض».

## أعمالها
| المسلسل       | السنة | الدور |
| ------------- | ----- | ----- |
| وجهة نظر أخرى |       | الأم  |
| الكنز         |       | وفيّة  |

- برنامج رسالة جحا المنوعة.[7]